# Erioptera chlorophylloides
Erioptera chlorophylloides är en tvåvingeart. Erioptera chlorophylloides ingår i släktet Erioptera och familjen småharkrankar.

## Underarter
Arten delas in i följande underarter:
- E. c. chlorophylloides
- E. c. orthomera